# Красная вдова (телесериал)
«Кра́сная вдова́» (англ. Red Widow) — американский драматический сериал, созданный и продюсируемый Мелиссой Розенберг с Радой Митчелл в роли вдовы убитого мафиози, которой приходится продолжить его дело, чтобы защитить свою семью. Премьера сериала состоялась 3 марта 2013 года на телеканале ABC. 10 мая 2013 года канал закрыл сериал после одного сезона.
«Красная вдова» является ремейком нидерландского телесериала «Пеноза».

## Сюжет
Марта Уэлрэйвин была обычной домохозяйкой из пригорода, которая жила обычной жизнью в Северной Калифорнии. Однажды идеальная жизнь Марты была разрушена, когда её муж Эван, зарабатывавший деньги незаконным путём, был убит. Марта закрывала глаза на дела своего мужа при его жизни, но сейчас ей предстоит продолжить его дело, чтобы спасти своих детей.

## Актёры и персонажи

### Основной состав
- Рада Митчелл — Марта Уэлрэйвин[2]
- Горан Вишнич — Николае Шиллер[5]
- Клифтон Коллинз мл. — Джеймс Рамос[2]
- Раде Шербеджия — Андрей Петров[2]
- Люк Госс — Лютер[2]
- Джейми Рэй Ньюман — Катрина Петрова[2]
- Уил Трэвэл — Ирвин Петров[2]
- Ли Тергесен — Стивен Томлин[2]
- Стерлинг Бомон — Габриэль Уэлрэйвин[2]
- Джейкоб Сальвати — Борис Уэлрэйвин[2]
- Эрин Мориарти — Натали Уэлрэйвин[2]
- Сулека Мэтью — Дина Томлин[2]

### Второстепенный состав
- Эрин Кехилл — Фелисити[2]
- Лиэнн Адачи — Селия Трехо[2]
- Наталия Ногулич — Вера Петрова[2]
- Педро Бальмаседа — Джо Крамб[2]
- Энсон Маунт — Эван Уэлрэйвин[2]

## Производство
ABC купил сценарий пилотного эпизода, основанного на голландском сериале в ноябре 2011 года. Рабочее название проекта изначально было Penoza. 31 января 2012 года ABC заказал съемки пилотного эпизода, которые проходили в Ванкувере в марте-апреле того же года. Кастинг начался в феврале. Рада Митчелл подписала контракт на главную роль в проекте 8 марта. 11 мая 2012 года ABC утвердил пилот и заказал съемки первого сезона, состоящего из восьми эпизодов.

## Эпизоды
| № | Название          | Режиссёр        | Сценарист          | Дата показа в США | Зрители США (миллионы) |
| --- | ----------------- | --------------- | ------------------ | ----------------- | ---------------------- |
| 1 | «Pilot»           | Марк Пеллингтон | Мелисса Розенберг  | 3 марта 2013      | 7,13                   |
| Всю свою жизнь Марта Уэлрэйвин была обычной домохозяйкой и жила в тени мужа, занимающегося преступностью. Когда её муж был убит во время продажи марихуаны, около их дома, все меняется. Чтобы защитить своих детей Марте приходится сотрудничать с агентом ФБР и продолжить дело мужа, влившись в мафию.                             |                   |                 |                    |                   |                        |
| 2 | «The Contact»     | Дэниэл Сакхейм  | Мелисса Розенберг  | 3 марта 2013      | 7,13                   |
| Со дня смерти Эвана прошло две недели. Марта на нервах, в ожидании звонка с подробностями сделки от Шиллера. Майкл начинает обучать Марту основам бизнеса. Вместе они находят себе нового портового супервайзера, так как старый вышел из игры.                                                                                       |                   |                 |                    |                   |                        |
| 3 | «The Consignment» | Терри Макдонаф  | Элизабет Бенджамин | 10 марта 2013     | 5,31                   |
| Контрабанда наркотиков Марты заходит в тупик, когда важные детали меняются в последнюю минуту. Она вынуждена что-то придумать, удивляясь собственному здравому смыслу. Тем временем, её дети стали невольно вовлечены в расследование ФБР против неё, а у младшего сына Бориса возникают тревожные воспоминания об убийстве его отца. |                   |                 |                    |                   |                        |
| 4 | «The Escape»      | Неизвестно      | Неизвестно         | 17 марта 2013     | н/д                    |
| 5 | «The Recorder»    | Неизвестно      | Неизвестно         | 24 марта 2013     | н/д                    |
| 6 | «The Captive»     | Неизвестно      | Неизвестно         | 31 марта 2013     | н/д                    |
| 7 | «The Coke»        | Неизвестно      | Неизвестно         | 28 апреля 2013    | н/д                    |
| 8 | «The Hit»         | Неизвестно      | Неизвестно         | 5 мая 2013        | н/д                    |